# Proteuxoa subnigra
Proteuxoa subnigra là một loài bướm đêm trong họ Noctuidae.